# 1545
- Wikisource

| Calendário gregoriano                                                        | 1545 MDXLV                                           |
| Ab urbe condita                                                              | 2298                                                 |
| Calendário arménio                                                           | 994 – 995                                            |
| Calendário bahá'í                                                            | -299 – -298                                          |
| Calendário budista                                                           | 2089                                                 |
| Calendário chinês                                                            | 4241 – 4242 Início a 12 de janeiro (aproximadamente) |
| Calendário copta                                                             | 1261 – 1262                                          |
| Calendário etíope                                                            | 1537 – 1538                                          |
| Calendários hindus - Vikram Samvat - Calendário nacional indiano - Cáli Iuga | 1600 – 1601 1466 – 1467 4645 – 4646                  |
| Calendário Holoceno                                                          | 11545                                                |
| Calendário islâmico                                                          | 952 – 953                                            |
| Calendário judaico                                                           | 5305 – 5306                                          |
| Calendário persa                                                             | 923 – 924                                            |
| Calendário rúnico                                                            | 1795                                                 |
| Calendário solar tailandês                                                   | 2088                                                 |

1545 (MDXLV, na numeração romana) foi um ano comum do século XVI do Calendário Juliano, da Era de Cristo, e a sua letra dominical foi D (53 semanas), teve início a uma quinta-feira e terminou também a uma quinta-feira.
| Ano completo                        |
| ----------------------------------- |
| Ano comum com início à quinta-feira |

## Eventos

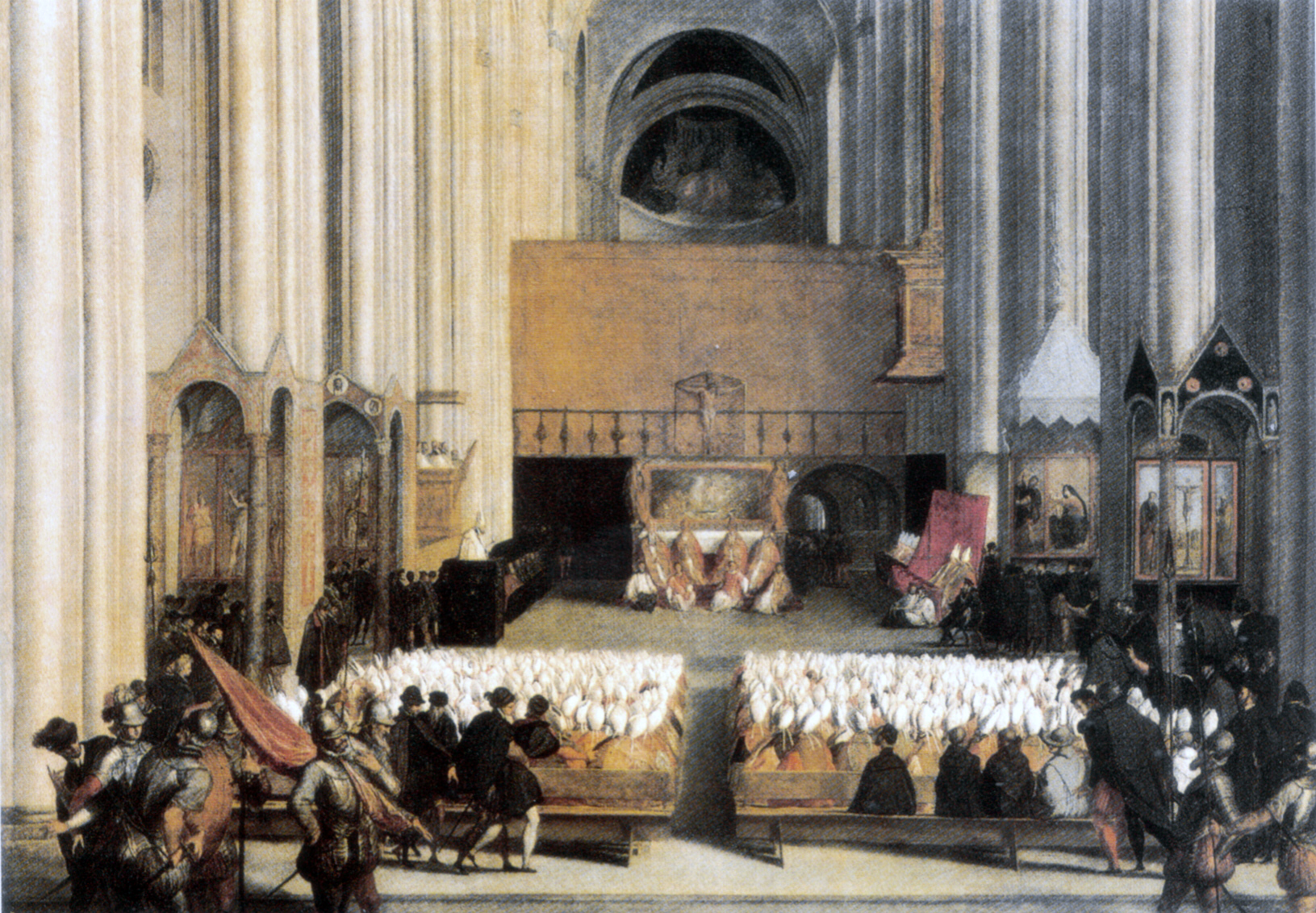
Pintura de uma Sessão do Concílio de Trento.

- Orientado no cargo Diogo Soares Perestrelo com Capitão do donatário da ilha do Porto Santo.
- Conclusão da construção do corpo da Igreja Matriz de Ponta Delgada, ilha de São Miguel, Açores.
- Notícia de fomes na freguesia da Ponta do Sol, ilha da Madeira.
- Diogo de Torralva, cavaleiro e mestre da casa do Rei não conseguiu obter o título de arquitecto.
- Em Portugal, elevação a cidade de Leiria e Miranda do Douro.
- 13 de Dezembro - Abertura do Concílio de Trento, o décimo nono concílio ecumênico da Igreja Católica, cujas sessões se prolongaram até 4 de Dezembro de 1563.

## Nascimentos
- Janeiro
  - 01 de Janeiro - Johannes Franke, médico e botânico alemão (m. 1617).
  - 07 de Janeiro - Eberhard, Duque de Wuerttemberg, filho de Christoph von Württemberg (1515-1568) (m. 1568).
  - 11 de Janeiro - Guidobaldo Del Monte, matemático, filósofo, astrônomo e marquês italiano (m. 1607).
  - 17 de Janeiro - Antonio Pace, compositor e organista italiano (m. 1589).
  - 17 de Janeiro - Helisäus Röslin, astrólogo, cronologista e geógrafo alemão e médico particular do Conde Palatino Georg Johann I (1543-1592) (m. 1616).
- Fevereiro
  - 02 de Fevereiro - Nikolaus von Reusner, jurista alemão (m. 1602).
  - 12 de Fevereiro - Abraham Saur, jurista alemão (m. 1593).
  - 13 de Fevereiro - Walpurgis, Conde de Erbach (m. 1592).
- Março
  - 02 de Março - Bernhard Klingenstein, compositor e escolástico alemão (m. 1614).
  - 02 de Março - Thomas Bodley, erudito, chefe de estado inglês e fundador da Biblioteca de Oxford (m. 1613).
  - 18 de Março - Heinrich Julius Echter von Mespelbrunn, príncipe-bispo de Würzburg e Duque de Braunschweig-Wolfenbuettel (m. 1617). Julius Echter von Mespelbrunn (1545-1617)

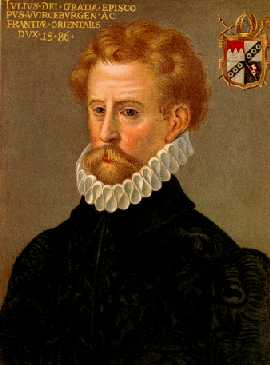
Julius Echter von Mespelbrunn (1545-1617)

  - 25 de Março - Hans, O Jovem, Príncipe da Dinamarca e Duque da Silésia (m. 1622).
- Abril
  - 01 de Abril - Peder Claussøn Friis, humanista e historiador norueguês (m. 1614).
  - 02 de Abril - Isabel de Valois, Princesa da França e Rainha da Espanha, casada com Felipe II da Espanha e da Áustria (1527-1598) (m. 1568).
  - 24 de Abril - Henry Wriothesley, 2o Conde de Southampton (m. 1581).
  - 25 de Abril - Carlos II, Duque de Munsterberg-Oels (m. 1617).
  - 28 de Abril - Yi Sun-sin, comandante naval coreano (m. 1598).
- Maio
  - 01 de Maio - Franciscus Junius, O Velho, François du Jon, teólogo calvinista (m. 1602).
  - 01 de Maio - Neidhart von Thüngen, Bispo de Bamberg (m. 1598).
- Junho
  - 19 de Junho - Ana Maria Vasa, Princesa da Suécia, esposa de Georg Johann I, Conde Palatino de Veldenz (1543-1592) (m. 1610).
  - 23 de Junho - Johannes Dinckel, teólogo luterano alemão (m. 1601). Johannes Dinckel (1545-1601)
- Julho

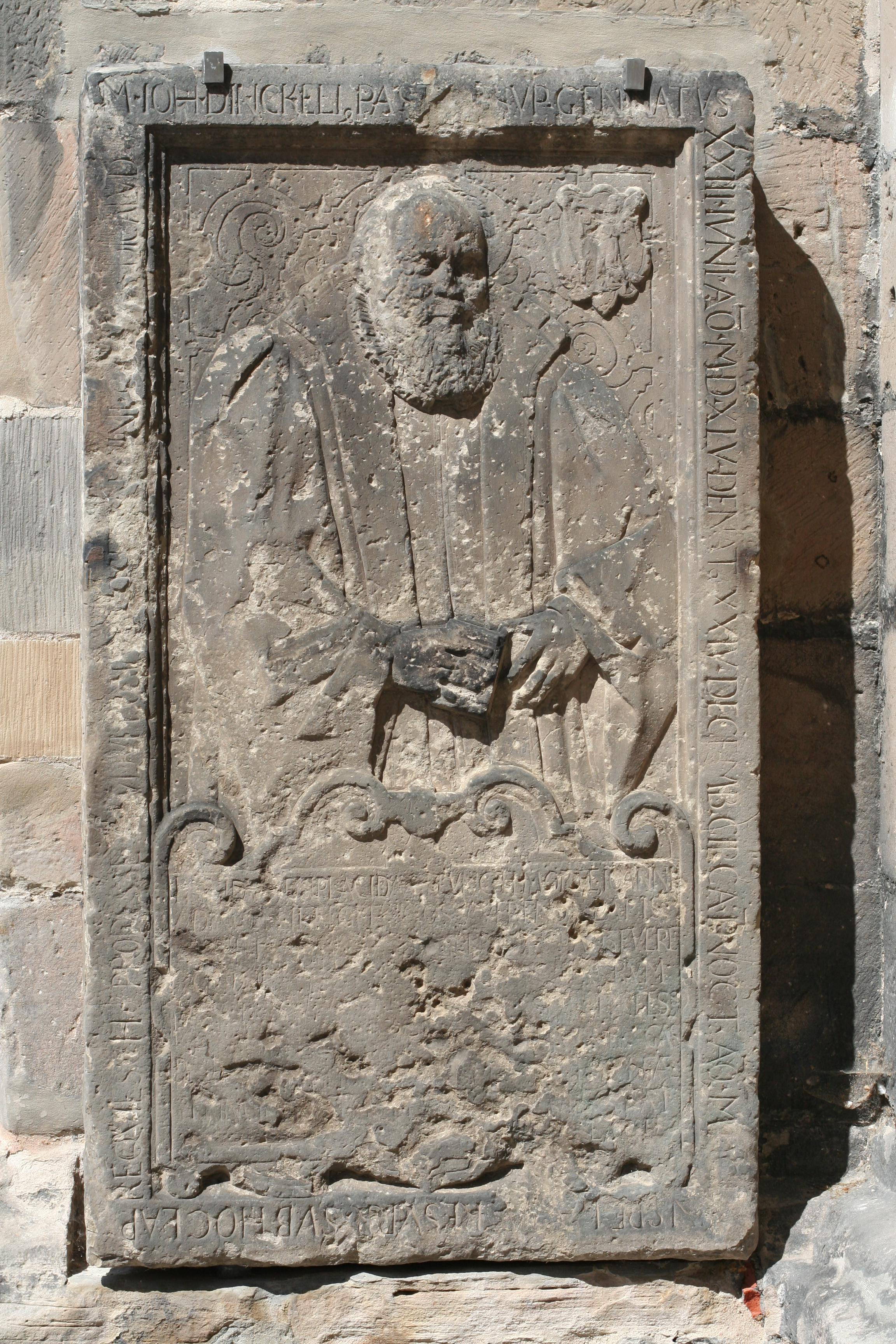
Johannes Dinckel (1545-1601)

  - 08 de Julho - Don Carlos de Espanha, Príncipe de Asturias, filho do Filipe II, Rei da Espanha (1527-1598) (m. 1568).
- Agosto
  - 01 de Agosto - Andrew Melville, teólogo, filósofo, reformador e erudito escocês (m. 1622).
  - 01 de Agosto - Renata de Nassau, filha de Alexis van Nassau-Corroy (1511-1550) (m. 1612).
  - 13 de Agosto - Claude Dupuy, jurista, humanista e filólogo francês (m. 1594).
  - 21 de Agosto - Gideon Stimmer, pintor alemão (m. 1581).
  - 24 de Agosto - Doroteia, Princesa de Lorena, filha de Francisco II de Lorena (1516-1545) (m. 1621).
  - 27 de Agosto - Alessandro Farnésio III, Duque de Parma e de Placência (m. 1592).
- Setembro
  - 05 de Setembro - Johann Velius, teólogo luterano alemão (m. 1631).
  - 07 de Setembro - Eitel Friedrich IV, Conde de Hohenzollern-Hechingen (m. 1605).
  - 10 de Setembro - Otto von Grünrade, teólogo e reformador católico (m. 1613).
- Outubro
  - 11 de Outubro - Renward Cysat, poeta, farmacêutico, cronista e historiador suíço (m. 1614).
  - 15 de Outubro - Elisabeth von Anhalt, filha de Johann II., Príncipe de Anhalt (1504–1551) (m. 1574).
  - 19 de Outubro - Giovanni Ancina|Giovenale Ancina, compositor italiano (m. 1604).
  - 23 de Outubro - Johann Otto von Gemmingen, Bispo de Augsburg (m. 1598).
  - 24 de Outubro - Anna Salome, Condessa de Oettingen, filha de Ludwig XVI, Conde de Oettingen (1508-1569) (m. 1599).
  - 27 de Outubro - Melchior Junius, retórico e humanista alemão (m. 1604).
- Novembro
  - 01 de Novembro - Jakob Schopper, teólogo luterano alemão (m. 1616).
  - 11 de Novembro - Caspar von Fürstenberg, oficial alemão e Landdrost da Vestfália (m. 1618).
  - 13 de Novembro - Janus Lernutius, humanista e escritor neolatino flamengo (m. 1619).
  - 20 de Novembro - Ernst Ludwig, Duque da Pomerânia-Wolgast (m. 1592).
  - 23 de Novembro - Heinrich Maius, teólogo evangélico alemão (m. 1607).
  - 25 de Novembro - Ana de Jesús, monja carmelita e companheira de Santa Teresa d'Ávila (m. 1621).
- Dezembro
  - 04 de Dezembro - Johann Klotz, jurista alemão (m. 1588).
  - 05 de Dezembro - Janus Dousa, O Velho, Johan van der Does, chefe de estado, poeta, e historiador flamengo (m. 1604).
  - 07 de Dezembro - Henry Stewart, Duque de Albany, Lord Darnley (m. 1566).
  - 22 de Dezembro - David  Arras, teólogo e superintendente alemão (m. 1612).
  - 27 de Dezembro - Isaac von  Brandenstein, aristocrata saxão (m. 1613).

* Datas Incompletas
- Manuel Álvares, médico português (m. 1612)

## Mortes
- Janeiro
  - 16 de Janeiro - Georgius Spalatinus, Georg Spalatin, teólogo, reformador, pregador, humanista e visitador alemão (n. 1484).
  - 24 de Janeiro - Eberhard  Brisger, teólogo luterano e reformador alemão (n. 1490).
  - 25 de Janeiro - Gáspár Drágffy, teólogo e reformador húngaro (n. 1516).
- Fevereiro
  - 06 de Fevereiro - Sofia da Silésia-Legnica, esposa de João Jorge Hohenzollern de Brandemburgo (1525-1598) (n. 1525).
  - 19 de Fevereiro - Pierre Brully, mártir e ministro calvinista (n. ?).
- Março
  - 04 de Março - Stanisław Odrowąż, castelão e starost de Lviv, situada na atual Ucrânia,  voivoda de Podole, casado com Ana da Masóvia (1498-1557) (n. 1509).
  - 06 de Março - Georg Heltus, Georg Helt, humanista, reformador, filólogo clássico e erudito alemão (n. 1485).
  - 10 de Março - Christoph  Ering, superintendente em Zwickau (n. 1485).
  - 31 de Março - John Ecoppe, mártir inglês em Halifax (n. ?).
- Abril
  - 03 de Abril - Antonio de Guevara, pregador franciscano, humanista e literato espanhol (n. 1480).
  - 10 de Abril - Costanzo Festa, compositor italiano de madrigais, mestre de coro do Vaticano e cantor da Capela Sistina. (n. 1490).
  - 22 de Abril - Ludwig X. von Bayern (n. 1495).
  - 25 de Abril - Jobst II, Conde de Hoya (n. 1493).
- Maio
  - 09 de Maio - Pierpaolo Parisio, bispo e cardeal italiano (n. 1473).
  - 13 de Maio - Stanisław Rapajłowicz, Stanislovas Rapalionis, teólogo evangélico, tradutor da Bíblia para o lituano e reformador (n. 1485).
  - 23 de Maio - Costanza Farnese, filha natural do cardeal Alessandro Farnese, futuro Papa Paulo III (n. 1500)
  - 30 de Maio - Pier'Ilario II Mazzola, pintor italiano (n. 1476).
- Junho
  - 02 de Junho - Nikolaus Thoman, capelão e cronista alemão (n. 1457).
  - 04 de Junho - João Luís de Nassau, Conde de Nassau-Saarbruecken (n. 1472).
  - 12 de Junho - Francisco I da Lorena (n. 1517).
  - 15 de Junho - Mátyás Biró, jurista e reformador húngaro (n. 1500).
  - 19 de Junho - Abraham Culvensis, jurista, reformador e professor universitário lituano (n. 1509).
  - 21 de Junho - Hieronymus Gebwiler, humanista, historiador, pedagogo e escolástico alemão (n. 1473).
- Julho
  - 07 de Julho - Pernette du Guillet, poetisa francesa (n. 1520).
  - 16 de Julho - Johann II, Conde de Gleichen-Remda (n. 1504).
  - 17 de Julho - Georg Binder, dramaturgo sueco (n. ?).
  - 19 de Julho - George Carew, almirante e aventureiro inglês (n. 1504).
  - 19 de Julho - Roger Grenville, capitão inglês (n. 1527).
- Agosto
  - 01 de Agosto - Juan Pardo de Tavera, cardeal, Arcebispo de Toledo e inquisidor espanhol, foi também reitor da Universidade de Salamanca (n. 1472).
  - 12 de Agosto - Maria Manuela, Infanta de Portugal, filha de João III de Portugal (1502-1557) (n. 1527).
  - 15 de Agosto - Nikolaus Apell, teólogo católico alemão (n. 1482).
  - 16 de Agosto - Johannes Bader, teólogo luterano e reformador alemão (n. 1470).
  - 18 de Agosto - Kaspar Megander, Kaspar Grossmann, teólogo e reformador suíço (n. 1495).
  - 22 de Agosto - Charles Brandon, Primeiro Duque de Suffolk (n. 1484).
  - 27 de Agosto - Piotr Gamrat, Arcebispo de Gniezno e Primaz da Polônia (n. 1487).
- Setembro
  - 01 de Setembro - François I de Bourbon, Conde de Saint-Pol e de Chaumont (n. 1491).
  - 05 de Setembro - Valentin Crautwaldt, humanista e reformador alemão (n. 1465).
  - 14 de Setembro - Albrecht Glockendon, O Jovem, miniaturista, iluminista e impressor alemão (n. 1506).
  - 24 de Setembro - Albrecht von Brandenburg, também conhecido como Alberto de Mogúncia, eleitor e arcebispo alemão (n. 1490).
- Outubro
  - 02 de Outubro - Rutgerus Rescius, editor e helenista flamengo (n. 1497).
  - 12 de Outubro - Anna, Condessa de Gleichen, esposa de Jobst II, Conde de Hoya (1493-1545) (n. 1505).
  - 18 de Outubro - John Taverner, organista e compositor de música sacra inglês (n. 1490).
  - 25 de Outubro - Simon Schneeweiß, teólogo evangélico e reformador (n. ?).
- Novembro
  - 02 de Novembro - Gaspar de Ávalos de la Cueva, Arcebispo de Compostela (n. 1485).
  - 09 de Novembro - Pietrо Lаndо, 78o Doge da República de Veneza entre 1538 e 1545 (n. 1462).
  - 26 de Novembro - Justus Ludovicus Decius, diplomata, secretário e conselheiro do rei da Polônia, Sigismundo I o Velho. (n. 1485).
  - 28 de Novembro - Jacob van Liesveldt,[1] impressor e herege flamengo Jacob van Liesveldt, Edição do Novo Testamento, 1526 (n. 1490).
- Dezembro

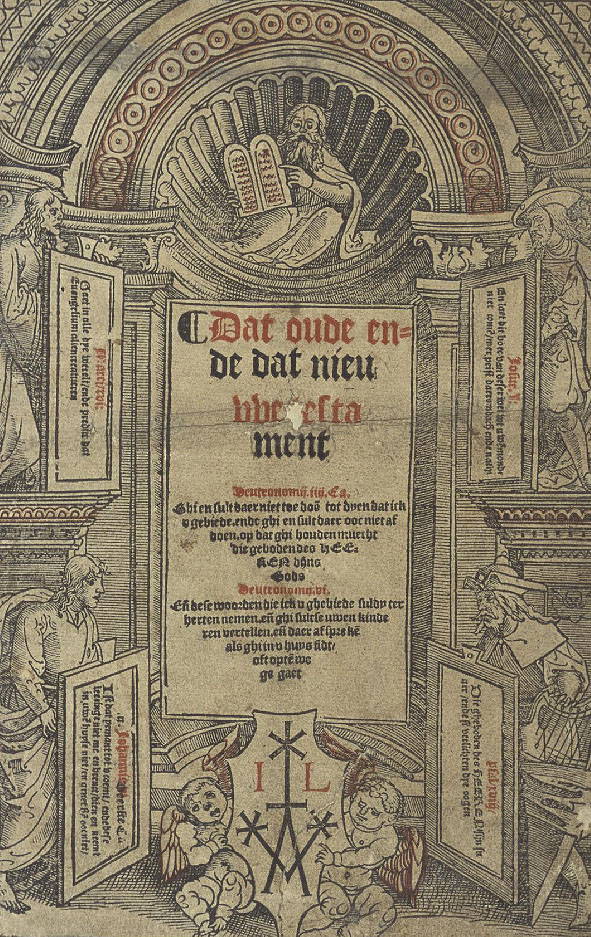
Jacob van Liesveldt, Edição do Novo Testamento, 1526

  - 05 de Dezembro - Thomas Waite de Halifax, mártir inglês (n. ?).
  - 26 de Dezembro - Francisco Vergara, helenista espanhol (n. 1484).
- Datas Incompletas
- António Favila, filho segundo de Fernão Favila.